# Вермелин, Леа
Леа Вермелин (дат. Lea Wermelin, род. 10 мая 1985, Рённе) — датская женщина-политик. Кандидат политических наук. Член партии Социал-демократы. В прошлом — министр по вопросам окружающей среды Дании (2019—2022). Депутат фолькетинга (парламента) с 2015 года.

## Биография
Родилась 10 мая 1985 года в Рённе, крупнейшем населённом пункте острова Борнхольм в Балтийском море. Отец — учитель начальных классов Ханс Вермелин (Hans Wermelin), мать — медсестра Бодил Вермелин (Bodil Wermelin).
В 2001—2004 гг. училась в Борнхольмской гимназии. В 2005—2011 гг. училась в Копенгагенском университете. Получила степень кандидата политических наук (Cand.scient.pol.). В 2009 году училась политологии один семестр в Лундском университете.
В 2004—2005 гг. замещала учителя в школе Сёндермарк в Фредериксберге. В 2004—2006 гг. работала в молодёжном крыле партии Социал-демократов. В 2006—2008 гг. была помощником депутата фолькетинга Томаса Адельскова. Стажировалась в 2008 году в Танзании по проекту развития демократии на местах, в 2008—2010 гг. в Министерстве иностранных дел Дании, в 2010 году на телеканале DR2. В 2012—2015 гг. работала политологом в Социал-демократической партии.
В 2003—2004 гг. была членом совета молодёжного крыла партии Социал-демократов, в 2006—2010 гг. — членом исполнительного комитета там же.
По результатам парламентских выборов 18 июня 2015 года избрана депутатом фолькетинга от партии Социал-демократов в избирательном округе Борнхольма. В 2016—2019 гг. возглавляла налоговый комитет фолькетинга, была заместителем председателя комитета по энергетике, снабжению и климату и заместителем председателя комитета по окружающей среде и продовольствию.
27 июня 2019 года получила портфель министра по вопросам окружающей среды в первом кабинете Фредериксен во главе с Метте Фредериксен. Исполняла обязанности до 15 декабря 2022 года, когда был сформирован второй кабинет Фредериксен.

## Личная жизнь
Замужем. Имеет двух детей.

## Награды
- Командор ордена Данеброг (2 декабря 2024 года)[4]